# Massimo solare
Il massimo solare (max solare) è il periodo di massima attività del Sole nell'arco del ciclo solare; è durante questa fase che appare il maggior numero di macchie solari. Al massimo solare si contrappone il minimo solare, ovvero il periodo del ciclo in cui l'attività della stella è minima.
Il massimo solare è, precisamente, il periodo in cui le linee del campo magnetico solare risultano maggiormente distorte a causa della rotazione differenziale della stella, che fa sì che l'equatore ruoti più velocemente dei poli, il che dà una particolare configurazione al campo magnetico della stella. Il Sole impiega circa undici anni per passare da un massimo all'altro e circa ventidue anni per completare un intero ciclo (ovvero, affinché la polarità magnetica della stella sia la stessa).
È un periodo favorevole per gli appassionati osservatori delle aurore polari, ma non lo è altrettanto per gli astronauti, che rischiano di essere colpiti dalle tempeste di radiazioni emesse dalla nostra stella. Durante questa fase la grande quantità di radiazioni mette in crisi anche le telecomunicazioni basate sui satelliti ed i sistemi di navigazione satellitare, come il GPS.

## Massimi storici
Il massimo solare più recente è stato raggiunto nel maggio 2013. Nel marzo 2006, un team di ricercatori del National Center for Atmospheric Research aveva annunciato il massimo solare per il 2012 prevedendo che la sua intensità sarebbe risultata inferiore solo a quella dell'evento del 1859, in conseguenza del quale l'aurora polare fu visibile addirittura a Roma (~42° di latitudine N, di molto inferiore a quella dei circoli polari). Nel maggio 2009, previsioni più recenti, a cura della National Oceanic and Atmospheric Administration (NOAA) statunitense, invece avevano posticipato la data del nuovo massimo al maggio 2013 ridimensionandone notevolmente l'intensità prevista che è risultata inferiore a quella del 2001.
Nel giugno 2010 le previsioni della NASA hanno indicato un massimo di attività poco al di sopra dei livelli dei cicli del minimo di Dalton, tra i più deboli dall'inizio delle osservazioni.